# 坂西由蔵
坂西 由蔵 （さかにし よしぞう、1877年（明治10年）12月4日 - 1942年（昭和17年）5月27日）は、日本の経済学者。神戸高等商業学校（現神戸大学）教授を務めたが失明し辞職した。

## 経歴
出生から修学期
1877年、兵庫県城崎町で生まれた。京都商業学校、東京市立商工中学を経て、東京高等商業学校（現・一橋大学）本科に進学。1902年に卒業。1904年に同校専攻部を卒業。在学中は福田徳三に師事した。
経済学研究者として
1904年、神戸高等商業学校（現・神戸大学）講師に就いた。1906年に同教授昇格。1907年から留学し、ルヨ・ブレンターノに師事するなどした。しかし1925年に失明し、神戸高等商業学校を辞職した、叙従四位。1933年、学位論文『中世ヨーロツパ経済史』を東京商科大学に提出して経済学博士の学位を取得。1942年に死去。

## 受賞・栄典
- 1942年：紀元二千六百年祝典記念章を受章[6][7]。

## 研究内容・業績

### 指導学生
ゼミの指導学生には下記がいる。
- 大塚金之助[8]
- 宮田喜代蔵[9]
- 宮下孝吉など[10]。